# ツヤハダゴマダラカミキリ
ツヤハダゴマダラカミキリ（学名：Anoplophora glabripennis）は、コウチュウ目（鞘翅目）カミキリムシ科に分類される、甲虫の一種。

## 分布
中国、朝鮮半島を原産地とする。日本、アメリカ合衆国、オーストリア、フランス、ドイツ、イタリア、ポーランド、スロバキアなど世界各地に外来種として移入分布しており、国際自然保護連合により「世界の侵略的外来種ワースト100」の一つに指定されている。

### 日本における移入と発生
日本においては、本種を記載したVictor von Motschulskyが1860年に発表した論文で「Honshu」から記録したのが本邦における最初の記録であるが、この記録は標本の混入や誤同定が疑われ、信憑性には疑問があるとされる。その他の古い記録としては、1911年の石垣島、1912年の熊本県があるが、いずれも輸入材に付着して移入した一時的な発生であると考えられている。
その後の記録はなかったが、2002年に神奈川県横浜市中区馬車道にある街路樹のアキニレから継続した発生が確認された。この事例では、横浜植物防疫所が中心となり、防除が行われた。DDVP乳剤を発生した木に注入することで大半の幼虫の殺虫に成功し、被害が深刻な発生木は伐採の上で焼却処分が行われた。その結果、2004年9月までに根絶に成功している。しかし、2021年になって、兵庫県神戸市の六甲アイランドでの多数の個体の定着的発生が確認され、盛んにアキニレを食害し、交尾や産卵を行っているのを報告する論文が出版された。この事例では発生した個体が中国に分布する近縁種であるキボシゴマダラカミキリ Anoplophora nobilisとの交雑に由来する可能性が示唆されている。
その後、国内で相次いで発見され、2022年2月時点、宮城県、福島県、茨城県、埼玉県、富山県、愛知県、兵庫県、山口県の8県で確認されている。
2023年に特定外来生物に指定され、輸入や飼育、譲渡、放虫が禁止となった（9月1日より）。

## 特徴
成虫の体長は2.0cm-3.5cmほどで、光沢のある黒色の体色に白色の斑紋があり、5-10月に植林地や果樹園、街路樹などに出現する。日本には同属のゴマダラカミキリ、タイワンゴマダラカミキリ、オオシマゴマダラカミキリ、ヨナグニゴマダラカミキリの4種が分布している。本種は上記4種と近似しているが、以下の四点で明確に区別できる。
区別点
- 前胸背板の1対の白斑を欠く（時に汚損したゴマダラカミキリではしばしば後天的に白斑が消失するが、その部分は隆起し微細な点刻を密にもつ）。
- 前胸背板の基部から1/4の場所にある瘤状隆起を欠く。
- 小盾板の毛は明らかに細い。
- 上翅基部に顆粒点刻および顆粒状突起を欠く。

## 外来種問題

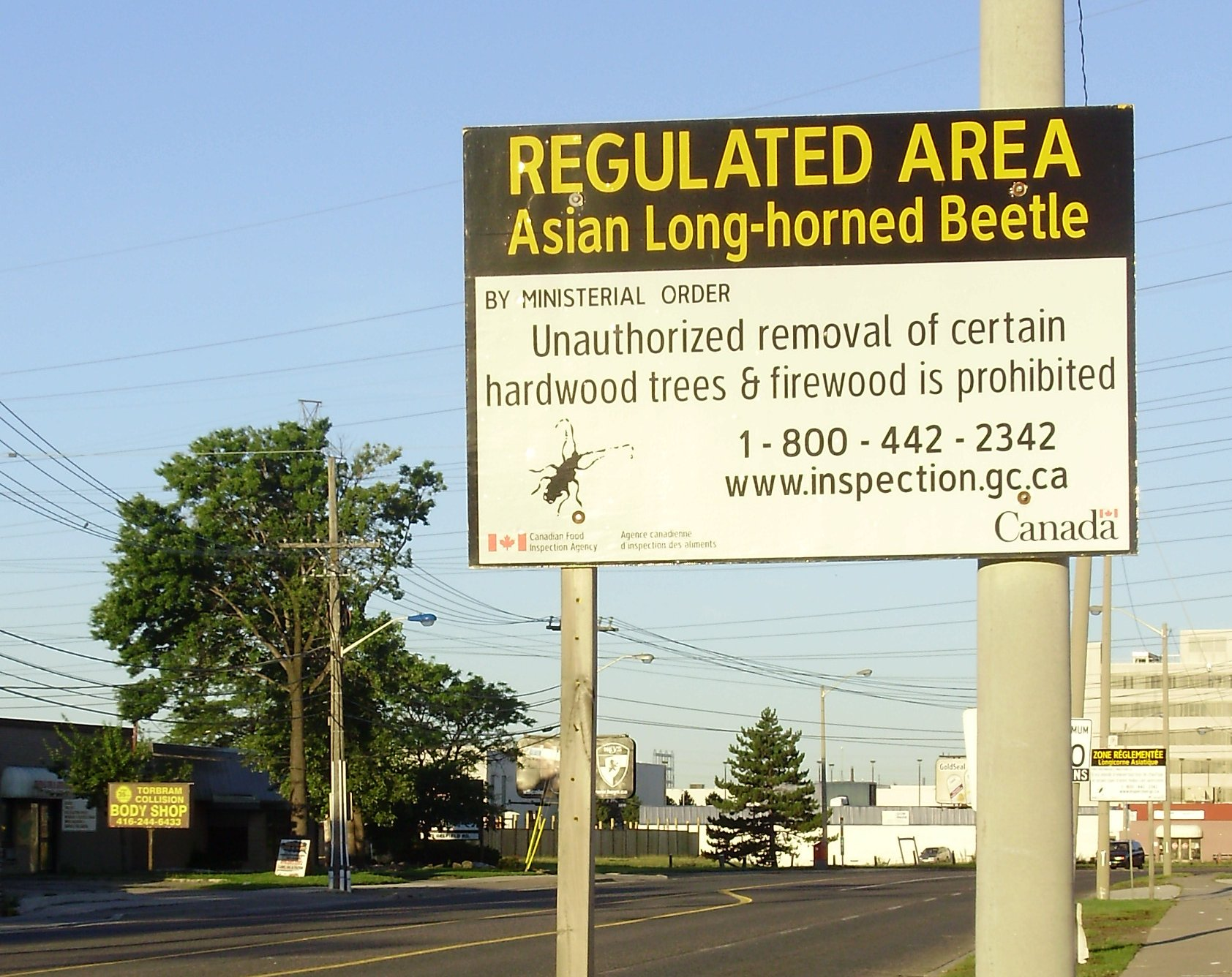
多くの国ではツヤハダゴマダラカミキリの拡散防止対策を実施している（写真はカナダのトロント）

本種の幼虫は、広葉樹であればほぼ全ての樹種に穿孔し内部を食害するため、世界の侵略的外来種ワースト100の一つに選定されている。被害を受ける樹種はカエデ属、トチノキ属、カバノキ属、ハコヤナギ属、ヤナギ属、ハンノキ属、ネムノキ属、ニレ属、グミ属、センダン属、クワ属、スズカケノキ属、ナナカマド属など非常に多様である。また、バラ科リンゴ属、サクラ属、ナシ属など、果樹として重要な種への食害も報告されていることから、日本に完全に定着し果樹栽培が盛んな地方への拡散が起こった場合には、深刻な農業被害が予想される。また、園芸用樹木の輸出にも悪影響を及ぼすおそれがあり、今後の動向が懸念される。
本種は輸入貨物の木材梱包材に紛れ込むなどして世界各地に分布を拡大させており、アメリカ合衆国では1996年にニューヨーク州のブルックリンで最初に発見された。日本においては、横浜と神戸におけるいずれの報告でも、アキニレの食害が報告されている。

### 防除に関して
薬剤による防除が功を奏したとする報告としては、先述のDDVP乳剤を発生した木に注入する方法の他に、イミダクロプリドの発生地域への広範な散布によって高い防除効果を示したとする報告がある。また、中国においては幼虫の穿入孔にリン化アルミニウムを塗布した着火したマッチ棒を差込んでくん蒸する方法を行い、効果が出ているとの報告がある。しかしながら、いずれの薬剤を用いた方法も環境への影響が懸念される上、完全な防除には至らない。中国では、抵抗性ポプラの植栽等、抵抗性樹種への樹種転換の実施、これらの樹種を利用した混交林の造成といった間接的防除も行われているが、効果が現れにくい。現時点でもっとも確実性が高い積極的防除法は、アメリカ合衆国のニューヨーク州とイリノイ州で行われている以下のような施策であると考えられている。

- 本種の被害地からの拡散を防ぐため、被害を受ける可能性のある樹木の木材、生材木、薪、切り株、根、枝、木くず（直径0.5インチ以上）の移動制限を実施する。

- 被害地においては、被害樹を特定し、除去、破壊することによる物理的な防除を行う。

- 伐採した被害木の処理は、破砕処理によるチップ化か焼却で行う。